# Nosivka
Nosivka (ukrajinsky Носівка; rusky Носовка – Nosovka) je město v Černihivské oblasti na Ukrajině. Po administrativně-teritoriální reformě v červenci 2020 patří do Nižynského rajónu, do té doby bylo centrem Nosivského rajónu. Leží na Nosivočce, přítoku Osteru, a žije v ní přibližně 13 tisíc obyvatel. V roce 2022 to bylo 12 908 obyvatel.

## Dějiny
Městem je Nosivka od roku 1960.

### Rodáci
- Roman Ruděnko, (1907–1981), sovětský právník